# A2A
A2A S.p.A. es una compañía italiana, registrada como una  sociedad por acciones, que genera, distribuye y vende energía renovable, electricidad, gas, suministro de agua integrado y servicios de administración de los residuos. La compañía tiene una gran presencia en el norte de Italia e instalaciones de producción de energía en Italia y Grecia. 
A2A cotizada en la Bolsa Italiana y es un miembro del índice FTSE MIB.

## Historia
A2A nació a finales del 2007 de la fusión de dos distintas empresas municipales, AEM (Azienda Energetica Municipale) de Milán y ASM (Azienda dei Servizi Municipalizzati) de Brescia. Ambos municipios mantienen participación accionarial en A2A, cada una con un 25% de la empresa. Además, 12 de los 15 directores de la empresa son elegidos por ambos gobiernos municipales.